# Tabia Charles
Tabia Charles (Pickering, Ontario, 6 april 1985) is een Canadese atlete, die is gespecialiseerd in het verspringen en hink-stap-springen. Op beide disciplines is ze tweevoudig Canadees kampioene en heeft ze het Canadese record in handen.

## Loopbaan
In 2006 won Charles een bronzen medaille bij het hink-stap-springen bij de Noord-Amerikaanse, Centraal-Amerikaanse en Caribische kampioenschappen onder 25 jaar. Met 13,62 m eindigde ze achter de Cubaanse Yarianna Martínez (zilver) en Amerikaanse Erica McLain (brons). Dat jaar pakte ze met 13,70 m ook een gouden plak op de Universiteitskampioenschappen.
Op 7 juni 2008 verbeterde Tabia Charles onverwachts bij een atletiekmeeting in de Griekse stad Chania haar PR bij het verspringen met een beste poging van 6,82 m met 30 cm. Hiermee verbeterde ze het Canadese record, dat 44 jaar in handen was Mary Rand. Bij het verspringen werd ze op deze wedstrijd derde. Op de Olympische Spelen van 2008 in Peking overleefde hij de kwalificatieronde met 6,61 m. In de finale kwam hij niet verder dan 6,41 m hetgeen goed was voor een tiende plaats. Deze wedstrijd werd met 7,04 m gewonnen door de Braziliaanse Maurren Maggi.
Charles is aangesloten bij de atletiekvereniging Power Athletics. Ze is de neef van olympisch sprinter Ruperta Charles.

## Titels
- Canadees kampioene hink-stap-springen - 2006, 2007
- Canadees kampioene verspringen - 2006, 2007
- NCAA kampioene hink-stap-springen - 2006

## Persoonlijke records
Outdoor
| Onderdeel          | Prestatie           | Datum         | Plaats       |
| ------------------ | ------------------- | ------------- | ------------ |
| 100 m              | 12,05 s             | 13 mei 2006   | Atlanta      |
| 200 m              | 24,76 s             | 15 april 2006 | Coral Gables |
| verspringen        | 6,52 m (nat. rec.)  | 14 juli 2007  | Windsor      |
| hink-stap-springen | 13,94 m (nat. rec.) | 29 april 2006 | Philadelphia |

Indoor
| Onderdeel          | Prestatie | Datum            | Plaats     |
| ------------------ | --------- | ---------------- | ---------- |
| 60 m               | 7,61 s    | 15 december 2007 | Toronto    |
| verspringen        | 6,52 m    | 24 februari 2006 | Blacksburg |
| hink-stap-springen | 14,02 m   | 3 maart 2007     | South Bend |